# Артикуляція (музика)

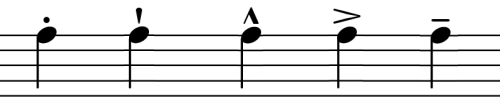
Сучасні артикуляційні позначення —
стакка́то, стаккаті́ссімо, акце́нти, тену́то (портаме́нто)

Артикуляція, в музиці — спосіб виконання на музичному інструменті чи голосом послідовного ряду звуків, наприклад легато — зв'язано чи стаккато — уривчасто. У співі — взаємодія вокальних і мовних прийомів звукотворення.
Шкала щаблів злитності або розчленованості простягається від legatissimo (максимальна злитність звуків) до staccatissimo (максимальна кратність звуків), умовно розподіляючись на три зони — legato, non legato та staccato. На смичкових інструментах артикуляція здійснюється веденням смичка, на духових — регулюванням активності язика, на клавішних — взаємодією пальця з клавішею, у співі — різними прийомами використання голосового апарату. В нотному записі артикуляція позначається відповідними словами або графічними знаками — лігами, горизонтальними рисками, крапками, вертикальними рисками та ін.
Раніше за всіх — з початку XVII століття — артикуляцію стали позначати у творах для смичкових інструментів. В творах для клавішних інструментів аж до Й. С. Баха артикуляцію позначали рідко. В органній музиці вперше артикуляційні позначки використав німецький композитор і органіст С. Шейдт у 1624 р. Система позначень артикуляції отримала розвиток лише під кінець XVIII століття.